# 阿穆 (朗德省)
阿穆（法語：Amou，法語發音：[amu]）是法國朗德省的市鎮，位於該國西南部，贝阿恩吕伊河畔，属于达克斯区。

## 地理
阿穆（43°35'35"N, 0°44'50"W）面积27.25 平方千米，位于法国新阿基坦大区朗德省，该省份为法国西南部沿海省份，是法國本土面积第二大的省，北起吉倫特省，西临大西洋，南至大西洋比利牛斯省，东临热尔省，东北与洛特-加龍省接壤。
与阿穆接壤的市镇（或旧市镇、城区）包括：戈雅克、阿尔萨格、博讷加尔德、布拉桑普伊、卡斯泰勒萨拉赞、纳谢、博尼特。
阿穆的时区为UTC+01:00、UTC+02:00（夏令时）。

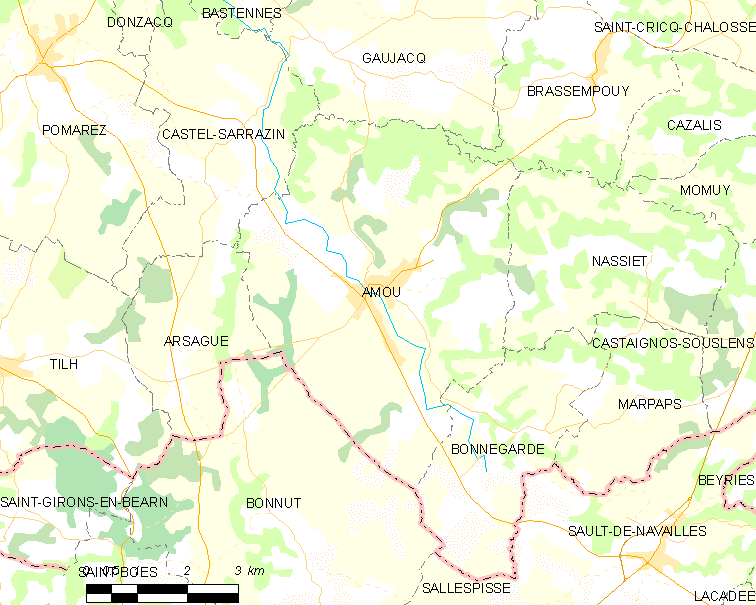
阿穆的OSM定位图

## 行政
阿穆的邮政编码为40330，INSEE市镇编码为40002。

## 政治
阿穆所属的省级选区为沙洛斯山坡县。

## 交通
朗德省省道D13线、D15线、D21线、D158线和D346线在境内交汇。朗德省城际客运巴士03号线经过境内，可前往达克斯。

## 人口

1962-2008年间阿穆人口变化图示

阿穆于2022年1月1日时的人口数量为1555人。